# Unguja
Unguja es la mayor de las islas que forman parte del archipiélago de Zanzíbar, localizada cerca de la costa oriental de África, en aguas del océano Índico. Pertenece a la República Unida de Tanzania. También se conoce como Zanzíbar, que también es el nombre de su ciudad más grande, lo que produce muchas veces confusión entre el archipiélago, la isla, la ciudad e incluso la entidad autónoma que integra Tanzania.
Se sitúa a 50 km al sur de la isla de Pemba, y a otros 25 km de la costa africana. Las islas de Pemba, Unguja y la Isla de Mafia son las tres principales que conforman el archipiélago de Zanzíbar o Islas de las Especias. 
En la década de los 1960, Zanzíbar se unió a la antigua colonia de Tanganika para formar el nuevo estado de Tanzania. Cuenta con una población de 713 635 habitantes en 2007, con una superficie de 1 666 km².
Administrativamente se divide en tres regiones: Unguja Central/Sur, Unguja Norte y Unguja Ciudad/Oeste